# Павелки
Паве́лки — село в Україні, в Андрушівській міській громаді Бердичівського району Житомирської області. Центр колишньої Павелківської сільської ради.

## Географія
Через село тече річка Лебединець, права притока Гуйви.
Розташоване за 10 км на південний схід від адміністративного центру територіальної громади — міста Андрушівка і за 11 км від залізничної станції Брівки. Населення — 622 чоловік.

## Походження назви
За традицією вважається, що назва села походить від назви містечка Паволочі. Ніби то, як свідчать стародавні документи і перекази, тоді, коли була повноводною річка Роставиця, пливли сюди великі човни — лодії. Торгові люди везли з Києва і навіть з Візантії різний крам, а найбільше легку дорогоцінну тканину — паволоку, з якої місцеві умільці шили жіночий одяг. Що, імовірно, і назва містечка (а тепер села) походить від цього слова.
Але є ще одна версія походження назви села, менш поетична.
На Ясній Гурі (Польща) та у всіх паулінських монастирях у світі відбуваються урочистості на честь святого Павла з міста Фіви, Першого Пустельника. Цей святий, який жив у перші століття християнства — Патріарх Згромадження Паулінів і особливий опікун дітей і родин.
У так званих внутрішніх паулінських урочистостях, які відбуваються в неділю після літургічного пригадування Павла, беруть участь паулінські конфратри, тобто друзі згромадження, та світські віряни. Сотні родин з дітьми збираються на Ясній Гурі на урочистості, під час яких наймолодшим надається індивідуальне благословення і роздаються паулінські подарунки. Ці урочистості носять назву «Павелки».
З-посеред 70 монастирів згромадження найбільше спільнот братів паулінів у Польщі. Кілька десятків спільнот діють в інших країнах Європи — в Угорщині, Хорватії, Словаччині, Україні, Німеччині та в Італії. Пауліни присутні у США та Австралії, а також на місіях в ПАР та Камеруні. В Україні пауліни працюють у Кам'янці-Подільському, Сатанові, Ружині, Броварах та Маріуполі.
Враховуючи посилення на теренах України, особливо після Люблінської унії та входження українських земель до Корони Польської, впливу польського елементу не можна відкидати і цю версію про зв'язок назви села зі згаданим святом на честь Святого Павла. Її могли принести з собою переселенці з Польщі, яких за ревізією 1795 року в селі нараховувалося понад 20 родин. Тим більше що в самій Польщі принаймні три населених пункти носять таку ж назву — Павелки.

## Історія

### До офіційної дати заснування
На захід від села, під лісом, на території так званого пісовиська (місце, де добувався пісок) в 1980-х роках було знайдено знаряддя праці кам'яної доби (повністю готовий кам'яний молоток з отвором і не до кінця оброблений кам'яний молоток, отвір в якому тільки почали робити). Принаймні, ще в 1980-х роках ці речі зберігались в кабінеті історії місцевої школи.
З X ст. місцевість належить до Київської Русі, з XIV ст. — до Великого Князівства Литовського.
В XII-XIV століттях неподалік проходив Києво-Белзький шлях.

### Річ Посполита
З писемних джерел село Павелки відоме із 1618 року.
За актами Любельського трибуналу у цьому році воно двічі, а в 1624 ще раз згадується з приводу судових тяжб його власниці (чи вірніше орендаторки) Ганни з Немиричів Велогловської (за другим чоловіком Вітковської) з сусідами з Гарапівки та Лебединець, які чинили наїзди на павелківські ґрунти та забирали майно і худобу. Власником же села з 1610 року була Софія з Карабчева княгиня Ружинська, до якої воно перейшло у складі маєтності колишніх власників Лозовицьких разом з Жерделями, Халаїмгородком (тоді він ще називався Великими Жерделями), Звинячим та Звинячкою. До цього впродовж більше ста років ця місцевість стояла пусткою після страшного татарського розорення 1482 року під орудою Менглі Гірея. Відродження почалося тільки наприкінці 16-го століття. Хтось із перших посесорів, а це були зазвичай литовські чи польські шляхтичі, оселивши на городищі колишнього села своїх селян, скоріше всього і надав селу свою назву, запозичивши її з рідних йому місць. У подальшому під 1628 роком Павелки фігурують у тарифі подимного податку Київського воєводства серед сіл, що входять до маєтності «її мосці пані віленської». Так названо за посадою другого чоловіка Ієроніма Ходкевича, каштеляна віленського, вже відому нам Софію з Карабчева, власницю Паволочі та багатьох навколишніх земель. Правда вказано примітку «в заставі», тобто хтось орендував село. Можливо ще та ж Ганна Велогловська. Крім Павелок у цьому тарифі згадуються практично всі навколишні села, що також відродилися: Лебединці, Гарапівка, Гальчин, Миньківці (під назвою Міннієва Воля) та інші.
Проте мирне життя тривало недовго.
В 1683 році село згадується вже у списках «пустих сіл», які належали містечкам Паволочі, Котельні, Ружину, Вчорайше і Гродку (Халаїмгородку-Городківці). Дослівно цей запис виглядає так:
|  | Містечко Гродек, село Жерделі, село Павелки — всі пусті.. Оригінальний текст (пол.) Miasto Grodek, wieś Serdelow, wieś Pawełki — te wszystkie pustę. |

Очевидно, що спустошено ці села були внаслідок війни під проводом Богдана Хмельницького, набігів татар (так званий «чорний шлях» саме проходив дещо південніше від цих сіл) та війни між Польщею та Московією за територію України. А тому чергове заселення цих територій почалось вже на початку 1700-х років, коли уряд Речі Посполитої почав заохочувати переселення на спустошені і необроблювані землі. За декілька років потяглися до своїх розорених володінь колишні власники, почали повертатися вцілілі мешканці, поїхала на вільні землі безземельна шляхта з Волині, Полісся, Литви (Білорусі) та Польщі. В ці роки почала формуватися та спільнота мешканців Павелок, нащадки якої зрештою дожили до наших часів.
В XVIII ст. разом з Гарапівкою, Міньківцями і Гальчином входить до Андрушівського ключа Житомирського повіту Київського воєводства, що належав польському шляхтичу Феліціяну Бєржинському та його нащадкам.

### Під владою Росії
В 1793 році внаслідок другого поділу Речі Посполитої Павелки переходять до складу Російської імперії.
В 1863 році в селі було 103 двори і проживало в них 824 жителі.
Станом на 1886 рік в колишньому власницькому селі Андрушівської волості Житомирського повіту Волинської губернії, мешкало 454 особи, налічувалось 67 дворових господарства, існували православна церква й постоялий будинок.
Наприкінці XIX ст. навколишні землі належать Терещенкам. В селі вони побудували будинок, у якому жив економ (потім в цьому будинку була школа і дитсадок), будинок занедбаний з 1989 року.
За переписом 1897 року кількість мешканців зросла до 1194 осіб (578 чоловічої статі та 616 — жіночої), з яких 1095 — православної віри. Решта — католики, прихожани Котелянського римо-католицького костелу Св. Антонія.
Місцева дерев'яна церква Пресвятої Богородиці, побудована в 1874 році на кошти прихожан, зруйнована у 1936 році (розібрана на фрагменти — деревина роздана на потреби селян).
У 1906 році село Андрушівської волості Житомирського повіту Волинської губернії. Відстань від повітового міста 50 верст, від волості 10. Дворів 190, мешканців 1196.

### Визвольні змагання
Упродовж періоду з 1917-го по 1920-й роки влада в Павелках неоднарозово переходила із рук в руки. В листопаді 1917-го Центральною Радою проголошено створення УНР. В січні 1918-го в селі вперше встановлена більшовицька окупація, що проіснувала до приходу Директорії в травні того ж року. В 1919-му Директорію знову ненадовго змінили більшовики, яких в свою чергу ненадовго по черзі змінювали війська УНР, денікінці, ще раз більшовики і врешті польсько-українські війська в рамках Київської операції. Більшовицька влада в Павелках остаточно закріпилася лише в червні 1920-го року.

### СРСР
В 1923 році селяни сіл Павелок, Гарапівки і Міньківець організували сільськогосподарське товариство.
Однак колективізація не проходила гладко — в березні 1930-го селянами був організована «волинка» (страйк), жінками був розібраний колгоспний інвентар.
Станом на 2008 рік встановлені імена 93 жертв Голодомору в Павелках.
Щонайменше п'ятеро селян були репресовані у 1930-х роках; усі пізніше реабілітовані.
Під час Другої світової війни 322 жителі села брали участь у боротьбі з нацистськими загарбниками, з них 122 загинули. Більшість з них загинула в одному бою на Вінниччині у 1943 році (так звана «чорна піхота», мобілізована з числа звільнених від окупації та не озброєна), поховані в братській могилі.

### Незалежна Україна
У 2001 році в Павелках проживало 622 жителі, з них 261 чоловік і 361 жінка.

## Населення

### Мова
Розподіл населення за рідною мовою за даними перепису 2001 року:
| Мова       | Кількість | Відсоток |
| ---------- | --------- | -------- |
| українська | 620       | 99.52%   |
| російська  | 3         | 0.48%    |
| Усього     | 623       | 100%     |

## Постаті
- Ковальчук Олександр Іванович (1974—2015) — солдат Збройних сил України, учасник російсько-української війни.